# Notre-Dame de Médoux
Pour les articles homonymes, voir chapelle Notre-Dame.
Notre-Dame de Médoux, orthographié aussi Médou ou Médous, ou encore Meldoux  est une chapelle et un sanctuaire situés sur la paroisse d'Asté dans le département des Hautes-Pyrénées, route de Campan (route départementale D 935) et site des Grottes de Médous.
C'est un ancien lieu de pèlerinage important à la Vierge Marie, lieu de deux apparitions mariales à la petite bergère Liloye en 1588 lors de l'épidémie de peste sous un rocher d'où sortait une fontaine, avec un grand châtaignier. Le pays était aussi dévasté par la grêle et les inondations.

## Étymologie
Médoux vient de  Mellis Dulcis par allusion au miel du lieu mais pour d'autres, ce nom évoquerait la douceur de la Vierge Marie ou du nom de Jésus.

## Apparition mariale
À partir de 1552 furent organisés de grands pèlerinages, et le 2 août une procession annuelle. Liloye naquit en 1564, devint la mère d'une petite Annette et se retira chez les Bernardines après ses deux apparitions.
En 1616, les Capucins furent chargés de la chapelle par la vicomtesse d'Asté, Suzanne de Gramont, qui fonde le couvent. En 1630, le  1er avril, l'évêque de Tarbes consacra la chapelle restaurée.
Une grande statue en marbre de Carrare, haute de 1,70m et don de la famille Gramont, œuvre du sculpteur génois Tommaso Orsolino remplaça la petite statuette en bois miraculeuse, du Sanctuaire. Ambroise de Lombez y vécut quinze ans.
Les deux derniers Capucins de Médoux quittent le couvent en 1791 pendant la Révolution quand il est vendu comme bien national; l'acquéreur le laisse tomber progressivement en ruines (dessinées par Nattes puis par Frossard dans les premières décennies du 19e siècle). La grande statue de la Vierge de Notre-Dame de Médoux accordée par le ministre de l'Intérieur Roland à Bagnères-de-Bigorre est récupérée par les habitants d'Asté, qui l'installent au centre du retable  œuvre du sculpteur Jean II Ferrère, troisième de la dynastie des Ferrère, ainsi qu'une chape et des ornements offerts par Madame de Maintenon à la Duchesse de Gramont; le baldaquin de la chapelle,oeuvre de Dominique Ferrère, est récupéré par la commune d'Orignac. En 1948, le spéléologue Norbert Casteret découvre des Grottes dans le Parc de l'ancien couvent.

## Récit
Joris-Karl Huysmans (1847-1907) raconte dans son ouvrage les Foules de Lourdes
« Notre-Dame de Médoux, à trois kilomètres au sud de Bagnères-de-Bigorre, en face du hameau d’Asté, dut sa vogue à deux légendes :
La première rappelle, en partie, la légende de Notre-Dame de Bourisp : le bœuf n’y est pas, mais la statue, revenant d’elle-même dans le sanctuaire d’où elle fut enlevée, s’y retrouve. En effet, les habitants de Bagnères-de-Bigorre s’en emparèrent en 1562 et l’attachèrent sur un chariot pour l’emmener dans leur ville, mais, arrivée au petit pont du Martinet, elle rompit ses liens et fendit l’air pour retourner dans son église.
La seconde est plus intéressante et plus neuve. En 1588, la Vierge apparut à une pauvre bergère du nom de Liloye qui priait devant son effigie et lui intima l’ordre d’avertir le clergé et le peuple de Bagnères qu’ils eussent à faire pénitence de leurs péchés. Liloye s’acquitta vainement de ce message et revint, bafouée, près de la Vierge qui renouvela ses injonctions, déclarant que, si on ne les écoutait pas, Elle décimerait, par une peste effroyable, la ville.
Liloye obéit de nouveau, mais ses remontrances échouèrent : alors, la peste sévit et tua tous ceux des habitants qui ne purent s’enfuir ; Bagnères demeura désert pendant une année ; puis, peu à peu, les coupables qui s’étaient soustraits au châtiment, en s’éloignant du lieu contaminé, revinrent. Une de ces émigrées, Simone de Souville, rencontra Liloye dans la rue et, gouailleuse, lui dit : cette épidémie providentielle que vous aviez annoncée n’a pu atteindre que les malheureux qui n’avaient pas les moyens de déguerpir ; nous autres, nous avons pu facilement y échapper. La leçon est donc incomplète et nous attendrons des semonces moins maladroites pour nous convertir.
— Va, fit aussitôt la Vierge à Liloye, va prévenir cette mauvaise brebis que le fléau se déchaînera sur les riches, cette fois, et qu’elle en sera la première victime. Et la prédiction s’accomplit à la lettre, et Simone mourut.
Le peuple, terrifié, se repentit et de nombreuses processions défilèrent, durant des années, devant l’autel voué à Notre-Dame. Quant à Liloye, elle entra comme religieuse, dans un couvent de Balbonne, près de Montserrat, en Espagne, car tous les monastères du pays avaient été brûlés par les huguenots.
Ce sanctuaire de Médoux, que desservaient des Capucins, parmi lesquels vécut le P. Ambroise de Lombez qui trépassa, l’an 1778, en odeur de sainteté, fut l’un des pèlerinages célèbres des Pyrénées. Des guérisons, des miracles de toute espèce, y attirèrent les foules, puis vint la Révolution qui les dispersa ; la chapelle fut fermée et la statue transférée dans l’église de la commune. »